# Functionalisme (sociologie)
Het functionalisme is een stroming in de sociologie en culturele antropologie die uitgaat van de veronderstelling dat sociale verschijnselen een bepaalde functie vervullen in de samenleving en dat sociale verschijnselen onderling samenhang vertonen. Het functionalisme richt zich vervolgens niet op de vraag hoe sociale verschijnselen zijn ontstaan, maar op de vraag hoe het komt dat ze voortbestaan. De oorzaak van het voortbestaan wordt gezocht in de functie van het verschijnsel en in de samenhang met andere verschijnselen.
Hiermee legt het functionalisme een analogie tussen de wijze waarop de functies van een organisme functioneren en de wijze waarop functies in een samenleving dat doen. Enkele definities voor een functionalist zijn:
- iemand die de maatschappij ziet als een geheel, samengesteld uit onderling verbonden onderdelen
- iemand die nagaat hoe maatschappelijke of sociale orde mogelijk is
- iemand die structuren beschouwt in termen van hun bijdragen aan de voortzetting van de evolutionaire ontwikkeling van de samenleving.

Een veelgebruikte methode in het functionalisme is de functionele analyse: het kijken naar wat sociale verschijnselen voor gevolgen hebben voor andere verschijnselen, en uiteindelijk voor het hele systeem.
Bij het ontstaan van de functionalistische theorie hebben verschillende figuren een rol gespeeld. Zo ook de antropologen Malinowski (1884-1942) en Radcliffe Brown (1881-1955). Zij verklaarden de sociale verschijnselen van de door hen bestudeerde samenleving aan de hand van de bijdrage die deze leverden aan het voortbestaan van de samenleving in haar geheel. 
Een andere belangrijke invloed op het functionalisme is Émile Durkheim. Van de drie grondleggers van de sociologie (Durkheim, Weber en Marx) is hij de enige functionalist. Volgens Durkheim moet de samenleving geanalyseerd en beschreven worden in termen van functies. De samenleving zou een systeem zijn dat uit samenhangende delen bestaat die niet zonder elkaar zouden kunnen voort bestaan. Wanneer een deel verandert heeft dit een invloed op de samenleving als geheel.

## Voorbeeld
De overheid zorgt voor onderwijs voor elk kind in een land. De familie van de kinderen betalen belasting en instellingsgeld, wat de overheid en scholen weer gebruiken voor het onderwijs. Deze kinderen gaan studeren, houden zich aan de wet en worden participerende burger die belasting betalen. Bij een verstoring van deze cyclus zou het onderwijs ook verstoord kunnen worden en zouden kinderen met school kunnen stoppen en criminelen kunnen worden.
Structuren bepalen dus het sociaal handelen van de mens. Mensen zijn componenten van het systeem. Een functioneel systeem vervult de behoeften van de maatschappij als geheel en dus niet individuele belangen.

## Kritiek op het functionalisme
Merton had veel belangrijke concepten zoals de Selffulfilling prophecy en rolmodel geïntroduceerd. Hij schreef in de lijn van Durkheim, maar wilde de beperkingen van functionalisme verbeteren. Enkele kritiekpunten die Merton op het functionalisme had zijn:
- rooskleurig: er zou ongelijkheid zijn. De grote nadruk op de structuur en de functie van sociale verschijnselen maakt dat individuele wensen en behoeften in de verdrukking komen. Het systeem staat onverschillig tegenover het individu
- onrealistisch: niet iedereen kan volledig in de samenleving integreren
- ontoereikend: hoe is er verandering mogelijk? De nadruk op aspecten als aanpassing, evenwicht en harmonie maakt dat het functionalisme een conservatief karakter krijgt. Het heeft aandacht voor de wijze waarop verschijnselen voortbestaan en voor de voorwaarden daarvoor, maar niet voor bijvoorbeeld omstandigheden waaronder verschijnselen ophouden te bestaan

## In het onderwijs

### Drie functies
Het onderwijs heeft drie hoofdfuncties, namelijk kwalificatie, selectie en socialisatie. De samenleving verwacht van scholen dat ze al deze functies in hun onderwijs betrekken.
- Kwalificatiefunctie

Bij de kwalificatiefunctie gaat het over hoe het onderwijs de leerlingen inhoudelijk voorbereidt op een vervolgopleiding en op de arbeidsmarkt in de toekomst. In het onderwijs zie je dat de kwalificatiefunctie vooral in het beroepsonderwijs uitgevoerd wordt door het bedrijfsleven. Dit wordt o.a. gedaan aan de hand van duale trajecten. Bij een duaal traject combineer je werken en leren. In het hoger onderwijs zie je de kwalificatiefunctie terug in de stages die gedaan worden door studenten. De overheid heeft hier een budget beschikbaar voor gemaakt. 
De school functioneert als een sorteermachine die verschillende categorieën leerlingen toewijst aan posities in de samenleving. Deze verschillen hebben betrekking op zowel het niveau van het onderwijs als de richting (beroeps- of algemeen vormend onderwijs). Selectie is een essentieel kenmerk van onderwijs: op verschillende momenten in de schoolloopbaan worden leerlingen geselecteerd voor een volgende fase in het onderwijs.
- Selectie- en allocatiefunctie

De selectiefunctie omschrijft hoe het onderwijs bepaalt welke sociale positie mensen in gaan nemen in de samenleving en hoe het onderwijs de burgers voorbereidt op de verschillende posities die zij gaan hebben in de samenleving. Welke sociale positie mensen in gaan nemen heeft te maken met het niveau van het onderwijs die ze volgen en de richting van hun onderwijs(beroeps- of algemeen vormend onderwijs). Binnen het onderwijs is selectie een belangrijk onderdeel. Op verschillende momenten tijdens de schoolloopbaan van een leerlingen vindt selectie plaats. 
In het onderwijs in Nederland vindt de selectie van leerlingen vrij vroeg plaats. Als leerlingen de basisschool hebben afgerond, worden de leerlingen geselecteerd waar zij op de middelbare school terecht komen, op het VMBO/HAVO of VWO. Op de middelbare scholen maken de studenten een keuze wat betreft de vakken die zij gaan volgen, wat ook invloed heeft op welke studie ze daarna kunnen gaan volgen. 
De allocatiefunctie heeft als doel om de individuen binnen een generatie toe te wijzen aan posities. Het onderwijs speelt hierbij een rol, in de zin dat mensen bepaalde maatschappelijke posities kunnen bereiken zonder dat er naar hun sociale-en economische herkomst wordt gekeken. Welke positie iemand heeft binnen een maatschappij wordt nu bepaald op basis van de kwalificaties (diploma’s) en verdiensten. Omdat er tegenwoordig steeds met specialisatie plaats vindt binnen vakgebieden is het belang van een diploma toegenomen.
- Socialisatiefunctie

De socialisatiefunctie zorgt ervoor dat waarden en normen van de samenleving aan studenten worden overgedragen. Het leert mensen hoe zij met elkaar omgaan en het maakt van studenten, functionerende burgers kun die participeren in een samenleving.
De socialisatiefunctie wordt steeds belangrijker in het onderwijs. Dit zie je terug in de Wet ‘actief burgerschap en sociale integratie’. De maatschappij verwacht veel van scholen op dit gebied, omdat alle leerlingen leerplichtig zijn en het op deze manier met zekerheid meekrijgen. Dit kan als een moeilijke taak worden gezien voor het onderwijs. Om de socialisatiefunctie te verbeteren wil de Onderwijsraad een actievere rol voor de overheid. De overheid kan op deze manier innovaties beschikbaar stellen, zoals de maatschappelijke stage.